# Festival de Las Condes 2023
El Festival de Las Condes 2023 fue un evento musical que se llevó a cabo entre los días 27 y 28 de enero de 2023 en el Parque Padre Hurtado de Santiago, Chile. Se transmitió por última vez en Canal 13 y fue presentado por Pancho Saavedra y Tonka Tomicic.

## Artistas

### Música[2]
- Vicentico
- Nicole
- Gente de Zona
- Pailita[3]

### Humor[2]
- Chiqui Aguayo
- Pablo Zúñiga

## Programación

### Día 1 (viernes, 27 de enero)
| Artista       | Ref.  |
| ------------- | ----- |
| Vicentico     | [ 2 ] |
| Chiqui Aguayo | [ 2 ] |
| Nicole        | [ 2 ] |

### Día 2 (sábado, 28 de enero)
| Artista       | Ref.  |
| ------------- | ----- |
| Gente de Zona | [ 2 ] |
| Pablo Zúñiga  | [ 2 ] |
| Pailita       | [ 3 ] |

## Audiencias
| Noche | Día     | Fecha               | Horario       | Índice de audiencia | Puesto diario |
| ----- | ------- | ------------------- | ------------- | ------------------- | ------------- |
| 1     | Viernes | 27 de enero de 2023 | 22:16 - 01:50 | 9,9                 | Sexto         |
| 2     | Sábado  | 28 de enero de 2023 | 22:23 - 01:19 | 10,1                | Primero       |